# París (Lajas)
París es un barrio ubicado en el municipio de Lajas en el Estado Libre Asociado de Puerto Rico. En el Censo de 2010 tenía una población de 968 habitantes y una densidad poblacional de 222,34 personas por km².

## Geografía
París se encuentra ubicado en las coordenadas 18°3′0″N 67°6′4″O / 18.05000, -67.10111. Según la Oficina del Censo de los Estados Unidos, París tiene una superficie total de 4.35 km², que corresponden a tierra firme.

## Demografía
Según el censo de 2010, había 968 personas residiendo en París. La densidad de población era de 222,34 hab./km². De los 968 habitantes, París estaba compuesto por el 76.65% blancos, el 3.51% eran afroamericanos, el 17.25% eran de otras razas y el 2.58% pertenecían a dos o más razas. Del total de la población el 99.07% eran hispanos o latinos de cualquier raza.